# Эмануель, Керри
Керри Эндрю Эмануель (англ. Kerry Andrew Emanuel; род. 21 апреля 1955) — американский климатолог, метеоролог, специалист по Atmospheric convection и тропическим циклонам, исследователь тропической метеорологии и климата.
Доктор философии (1978), профессор Массачусетского технологического института, где трудится с 1981 года, и содиректор его центра имени Лоренца (MIT Lorenz Center).
Член Национальной АН США (2007) и Американского философского общества (2019), иностранный член Лондонского королевского общества (2020).

## Биография
В Массачусетском технологическом институте получил степени бакалавра в области наук о Земле и планетологии (1976), а также доктора философии по метеорологии (1978). Затем на протяжении трёх лет состоял в штате кафедры атмосферных наук Калифорнийского университета в Лос-Анджелесе. В 1981 году поступил на кафедру метеорологии альма-матер, с 1987 года полный профессор MIT, ныне именной профессор (Cecil and Ida Green Professor) атмосферных наук. С 1989 по 1997 год директор центра метеорологии и физической океанографии. С 2009 по 2012 год возглавлял программу по атмосферам, океанам и климату. Соучредитель центра имени Лоренца (Lorenz Center), содиректором которого ныне состоит. Состоял республиканцем, ныне независимый.
В 2013 году топ-климатологи Калдейра, Эмануель, Хансен и Уигли обратились через СМИ к руководителям крупнейших держав с призывом поддержать развитие более безопасных ядерно-энергетических технологий и отказаться от неприятия атомной энергетики.
Составитель Открытого письма об изменении климата от обеспокоенных членов НАН США (2016).
Член Американской академии искусств и наук (2017) и фелло Американского метеорологического общества (1995), а также Американского геофизического союза (2018).
Автор более 200 рецензированных научных работ и трёх книг, включая Divine Wind: The History and Science of Hurricanes (Oxford University Press) и What We Know about Climate Change (MIT Press, 2007, 96 pp., ISBN 9780262050890; 2-е изд. 2012, MIT Press, 120 pp., ISBN 9780262018432). Также автор «Climate Science and Climate Risk: A Primer».

## Награды и отличия
- Meisinger Award, Американское метеорологическое общество (1986)
- Banner I. Miller Award, Американское метеорологическое общество (1992)
- В 2006 году назван журналом «Time» в числе «100 People Who Shape Our World»[13]
- Carl-Gustaf Rossby Research Medal[англ.], Американское метеорологическое общество (2007)
- Louis J. Battan Author’s Award, Американское метеорологическое общество (2007)
- Bernhard Haurwitz Memorial Lecturer, Американское метеорологическое общество (2007)
- David B. Stone Medal, New England Aquarium[англ.] (2007)
- Почётный доктор Augsburg College[англ.] (2009)
- Heritage Award, Deerfield Academy[англ.] (2012)
- Лекция Бьеркнеса (Bjerknes Lecture), Американский геофизический союз (2015)[14]
- Friend of the Planet Award, Национальный центр научного образования (2018)[15]
- BBVA Foundation Frontiers of Knowledge Award (2019)